# Sindia
Sindia – miejscowość i gmina we Włoszech, w regionie Sardynia, w prowincji Nuoro.
Według danych na rok 2004 gminę zamieszkiwało 1970 osób, 34 os./km². Graniczy z Macomer, Pozzomaggiore, Sagama, Scano di Montiferro, Semestene i Suni.